# Roger Vanderdonck
Roger Vanderdonck (1927-1991) is psycholoog en verwierf internationale faam met zijn testen voor het meten van handigheid, reactiesnelheid en andere vaardigheden. Hij zette allerlei experimenten op in relatie tot de parapsychologie.
Zij boek, Het E-syndroom, is het eerste boek waarin hij hierover verslag uitbrengt. De auteur is kort na de publicatie van dit boek overleden.